# 普萊恩維尤鎮區 (明尼蘇達州瓦巴沙縣)
普萊恩維尤鎮區（英語：Plainview Township）是位於美國明尼蘇達州瓦巴沙縣的一個行政鎮區，於1858年設立。

## 地方資料
普萊恩維尤鎮區的面積為86.48平方千米，當中陸地面積為86.43平方千米，而水域面積為0.05平方千米。根據2020年美國人口普查的數據，當地共有人口456人，而人口密度為每平方千米5.27人。